# NGC 5796
NGC 5796 (również PGC 53549) – galaktyka eliptyczna (E), znajdująca się w gwiazdozbiorze Wagi. Odkrył ją Wilhelm Tempel 23 maja 1884 roku.